# Lackov
Lackov (in tedesco Dahowitz, in ungherese Lászlód) è un comune della Slovacchia facente parte del distretto di Krupina, nella regione di Banská Bystrica.